# 土屋圭造
土屋 圭造（つちや けいぞう、1924年7月12日 - 2013年11月9日）は、日本の農業経済学者。
静岡県駿東郡長泉町出身。1950年、東京大学農学部を卒業した。1962年、論文「農業経済の計量的分析」で農学博士号を取得。東大助手、九州大学農学部助教授を経て、1973年に教授に就任した。1988年に定年退官し、名誉教授となる。同年より流通経済大学教授に就任。日本農業経済学会会長を務めた。

## 著書
- 『農業経済の計量分析』勁草書房、1962年
- 『農業経済学』東洋経済新報社《経済学入門叢書》、1970年
- 『日本農業経済論』日本評論社《叢書・現代経済学入門》、1974年
- "Productivity and Technological Progress in Japanese Agriculture" 東京大学出版会、1976年
- 『世界の食糧・日本の農業』農林統計協会《農林統計叢書》、1981年

### 編著
- 『ミクロ経済学要論』（伊東正則・武野秀樹共編）有斐閣双書、1977年
- 『畜産開発論』（編著） 御茶の水書房、1981年
- 『昭和後期農業問題論集 6　農業の計量分析論』（編）農山漁村文化協会、1984年
- 『農産物の過剰と需給調整』（編）農林統計協会、1984年
- 『農業構造の変容と展望』（江島一浩・川波剛毅共編）九州大学出版会、1987年
- 『農業政策論 国際化時代における農業政策』明文書房《現代農業経済学全集》、1988年

### 翻訳
- T.W.シュルツ『貧困の経済学』（監訳）東洋経済新報社、1981年

## 論文
- ＜土屋圭造